# Луг (заповідне урочище)
Луг — один з об'єктів природно-заповідного фонду Луганської області, заповідне урочище місцевого значення.

## Розташування
Заповідне урочище розташоване в Старобільському районі, на території Новопсковського лісництва державного підприємства «Старобільське лісомисливське господарство». Координати: 49° 37' 23" північної широти, 38° 13' 24" східної довготи.

## Історія
Заповідне урочище місцевого значення «Луг» оголошено рішенням виконкому Ворошиловградської обласної ради народних депутатів № 300 від 12 липня 1980 р. (в. ч.), № 247 від 28 червня 1984 р.

## Загальна характеристика
Загальна площа заповідного урочища — 117,0 га. Являє собою мальовничий лісовий масив на правому березі річки Айдар.
В заповідному урочищі розташована артезіанська свердловина глибиною 353 м з мінеральною водою, яка має бальнеологічне значення. Дебіт свердловини — 25 м/рік, температура води — 18 °C. Хімічний склад води аналогічний «Миргородській». Вона містить сірководень і кремнієву кислоту.

## Рослинний світ
В заповідному урочищі домінують насадження дуба звичайного у віці 50-60 років. Також зростають в'яз, ясени високий і зелений, клени польовий, татарський і ясенелостий, акація біла. На заболочених ділянках, що займають площу 90 га, зустрічаються тополя чорна і верба біла.